# Appana ancillottoi
Appana ancillottoi är en fjärilsart som beskrevs av Emilio Berio 1978. Appana ancillottoi ingår i släktet Appana och familjen nattflyn. Inga underarter finns listade i Catalogue of Life.